# ویچر ۴
ویچر ۴ (به انگلیسی: The Witcher IV) یک بازی ویدئویی در سبک نقش‌آفرینی اکشن است که توسط استودیو سی‌دی پراجکت در دست ساخت است و در آینده منتشر خواهد شد. این عنوان اولین قسمت از یک سه‌گانه جدید در سری ویچر است و پس از وقایع ویچر ۳: وایلد هانت روایت می‌شود. بر خلاف سه‌گانه اول بازی و شخصیت اصلی کتاب، گرالت ریویا شخصیت قابل بازی نخواهد بود و دختر خوانده‌اش، سیری، شخصیت اصلی این بازی خواهد بود.

## توسعه
در مارس ۲۰۲۲، سی‌دی پراجکت اعلام کرد که در حال کار بر روی یک بازی جدید در سری ویچر است. همچنین در ماه اکتبر اعلام شد که این عنوان نخستین قسمت از یک سه‌گانه جدید خواهد بود. پس از انتشار اولیه سایبرپانک ۲۰۷۷ و دریافت بازخوردهای بسیار منفی، استودیو تغییرات ساختاری در روند تولید خود ایجاد کرد و مرحله پیش تولید را برای ایجاد فازهای توسعه شفاف و اطمینان از طراحی‌های منسجم، گسترش داد. در نتیجه ویچر ۴ از مه ۲۰۲۲ تا نوامبر ۲۰۲۴ در مرحله پیش تولید باقی ماند و سپس بعد از آن توسعه کامل آغاز شد. در داخل استودیو، این بازی با نام رمز پروژه پلاریس (به انگلیسی: Project Polaris) شناخته می‌شود.
هدف توسعه دهندگان این است که داستان و روایت بازی در تضاد با انتخاب‌های بازیکن در ویچر ۳: وایلد هانت نباشد و برای تازه واردان و بازیکنان قدیمی، ویچر ۴ نقطه ورود تازه‌ای باشد. استودیو از مدت‌ها قبل در نظر داشت تا سیری را (که در وایلد هانت جز شخصیت‌های فرعی بود) به عنوان شخصیت اصلی بازی انتخاب کند و به گفته آنها این انتخاب بسیار منطقی است. کارگردان بازی سباستین کالمبا تأکید کرد که توسعه دهندگان قصد دارند با ارائه گزینه‌های بیشتر برای تصمیم‌گیری‌های روایی و گیم‌پلی، درگیری بازیکنان با بازی را گسترش دهند و تجربه‌ای شخصی‌تری را خلق کنند.
سی‌دی پراجکت بعد از تجربه ساخت سایبرپانک ۲۰۷۷، انعطاف‌پذیری گیم‌پلی را افزایش داده و اکتشافات جهان باز به همراه ماموریت‌های اصلی و فرعی، بهبود یافته است. ویچر ۴ با موتور بازی آنریل انجین ۵ یافته است. برخلاف توسعه سایبرپانک ۲۰۷۷، استودیو شروع به آزمایش این بازی روی کنسول‌ها در اوایل تولید کرده تا از مشکلات کرانچ جلوگیری کند.
نخستین تریلر ویچر ۴ در دسامبر ۲۰۲۴ در مراسم گیم آواردز ۲۰۲۴ معرفی شد. تریلر بر روی یک کارت گرافیک «معرفی نشده» شرکت انویدیا از قبل رندر شده بود.